# Tamagoyaki
Tamagoyaki (jap. 卵焼き lub 玉子焼き, „smażone jajko”) – rodzaj japońskiego omletu przygotowywanego poprzez zawinięcie kilku warstw smażonych ubitych jajek. Często przygotowuje się go na prostokątnej patelni do omletów zwanej makiyakinabe lub tamagoyaki. 

## Historia
Kury i jaja kurze zaczęto spożywać w Japonii we wczesnym okresie Edo (1603–1867), kiedy zniesiono zakaz spożywania mięsa i jaj. Tamagoyaki po raz pierwszy pojawiło się jako jedzenie dla chōninów (mieszczan) z okresu Edo. W tym czasie nazywane było „tamago fuwafuwa” i było przygotowywane przez gotowanie bulionu, otrzymywanego poprzez ługowanie składników umami z kombu (jadalnych wodorostów) i katsuobushi (suszonych płatków bonito), dodanie ubitego jajka i gotowanie na parze. Ōgiya (jap. 扇屋), słynny sklep z tamagoyaki, który został otwarty w Ōji w 1648 roku i działa do dziś, pojawia się w ukiyo-e Hiroshige Utagawy „Edo kōmei kaitei zukushi” (jap. 江戸高名会亭尽) oraz w przedstawieniu rakugo „Ōji no kitsune” (jap. 王子の狐). Ōji i Asukayama, znane z kwitnących wiśni, były pełne ryōtei (tradycyjnych japońskich restauracji) i herbaciarni, a Ōgiya była jedną z nich.
Tamagoyaki stało się popularne w Japonii w latach 50., kiedy rząd zachęcał rodziców do podawania swoim dzieciom większej ilości białka, a rolnicy zaczęli hodować więcej kurczaków. W latach 60. tamagoyaki było tak popularne wśród japońskich dzieci, że w Japonii istniało popularne powiedzenie, że tamagoyaki to jedna z trzech rzeczy najbardziej lubianych przez japońskie dzieci, obok Giants (japońskiej drużyny baseballowej) i Taihō (zapaśnika sumo).

## Przyrządzanie

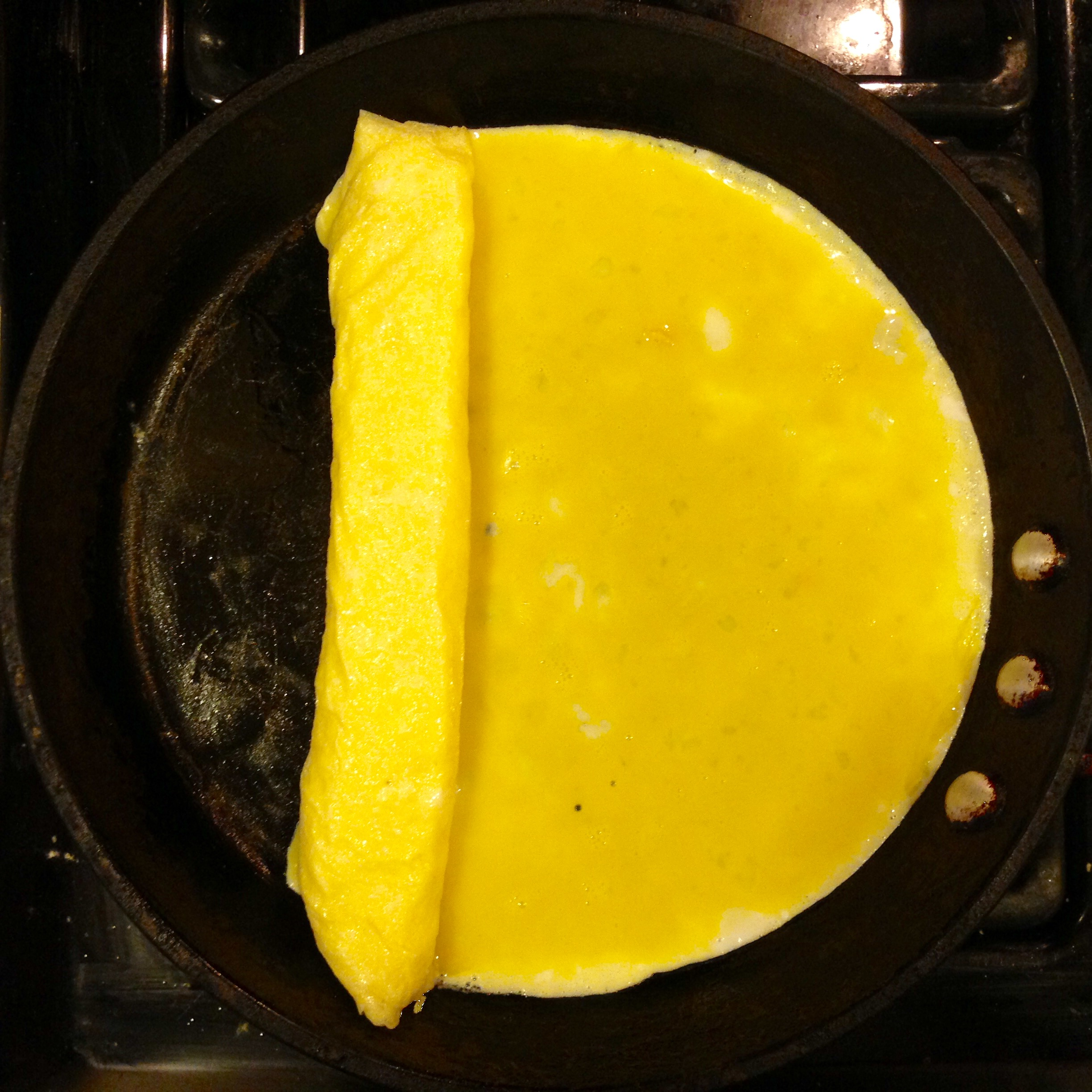
Jajka są podgrzewane na patelni, a następnie zawijane

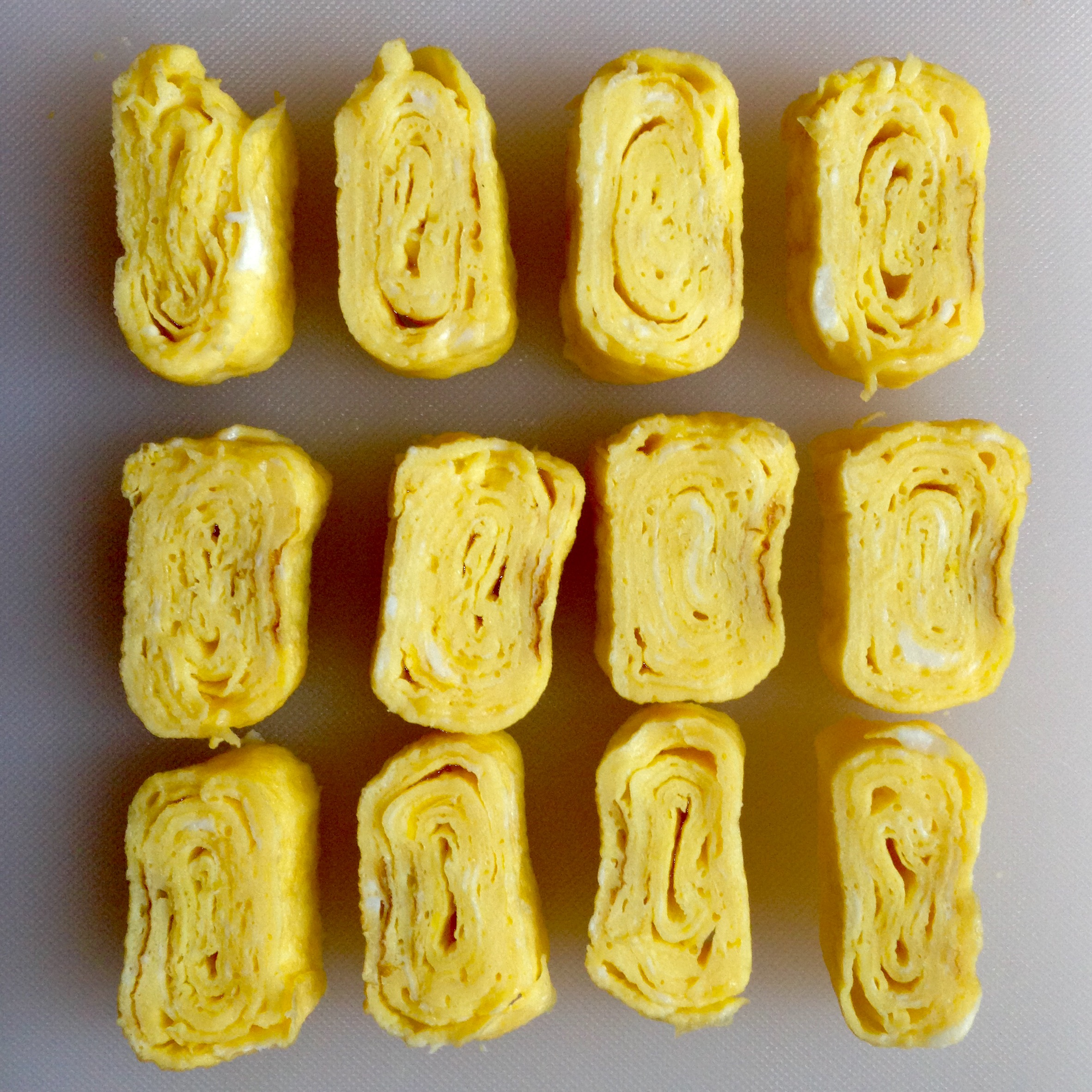
Rolki są krojone w tamagoyaki

Istnieje kilka rodzajów tamagoyaki. Danie powstaje z połączenia jajek, cukru i soli. Dodatkowo w niektórych przepisach stosuje się sos sojowy i mirin.
Alternatywne wersje obejmują „dashimaki tamago”, w którym do mieszanki jajecznej dodaje się dashi, wywar z suszonego bonito i wodorostów lub wersję zawierającą mieszankę puree z krewetek, tartego pochrzynu chińskiego, sake i jajek, zamienioną w ciasto przypominające krem.

## Podawanie
W Japonii tamagoyaki jest powszechnie podawane jako danie śniadaniowe.

### Sushi
Tamagoyaki serwowane jest na całym świecie w formie nigiri, a także pojawia się w wielu rodzajach rolek sushi. W czasach, gdy większość lokali sushi przygotowywała własne tamagoyaki, znane w żargonie sushi jako gyoku, klienci-koneserzy zamawiali tamago sushi przed rozpoczęciem posiłku, aby ocenić umiejętności szefa kuchni sushi.
Duże rolki futomaki często wykorzystują tamagoyaki jako składnik.

## Galeria

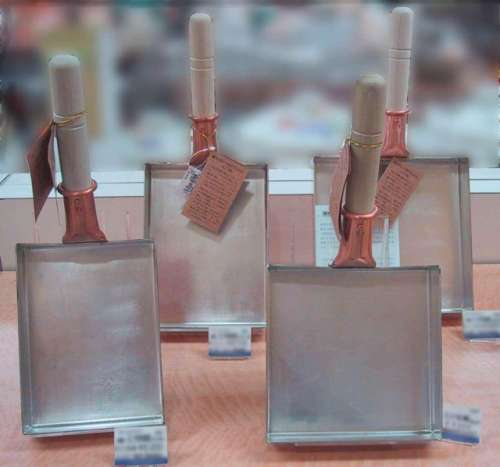
Prostokątna patelnia makiyakinabe
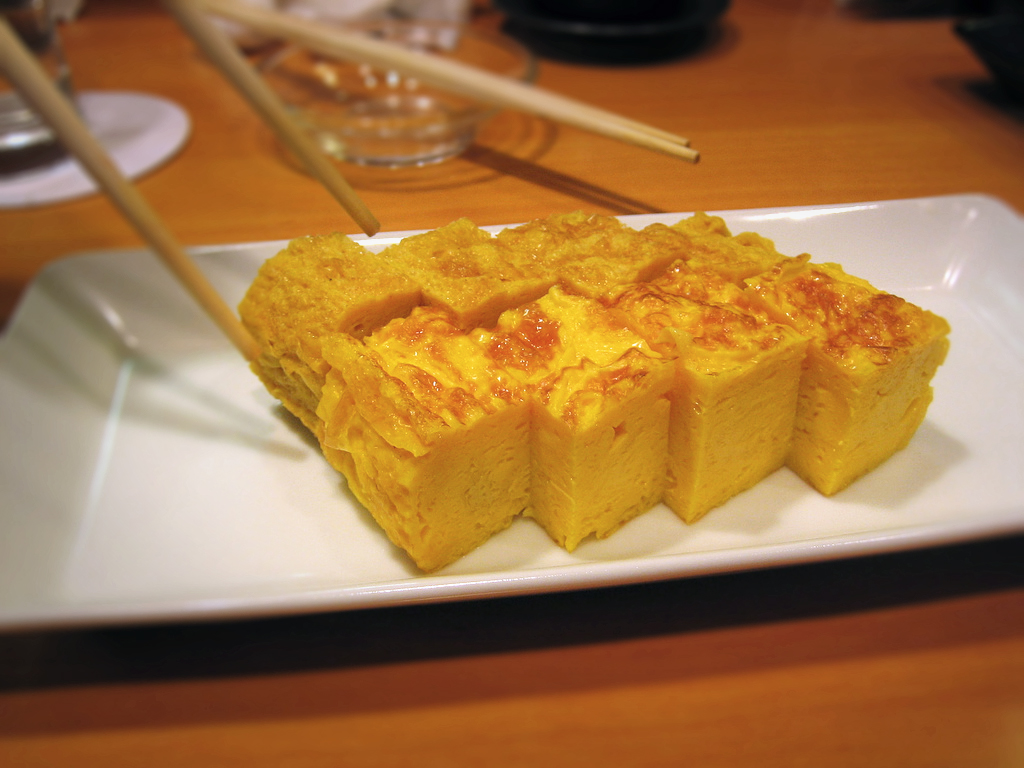
Tamagoyaki na talerzu
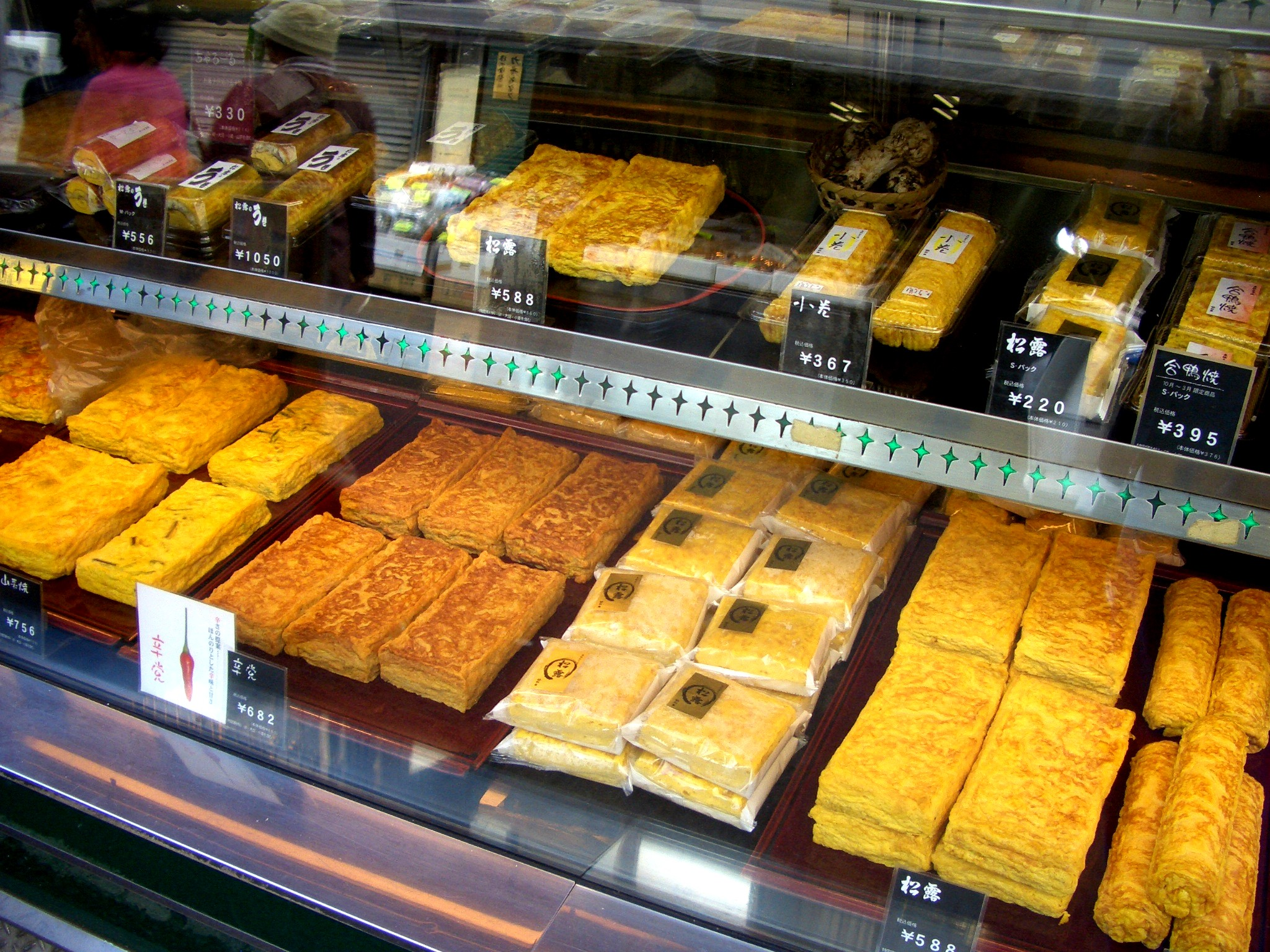
Gotowe tamagoyaki sprzedawane w sklepie
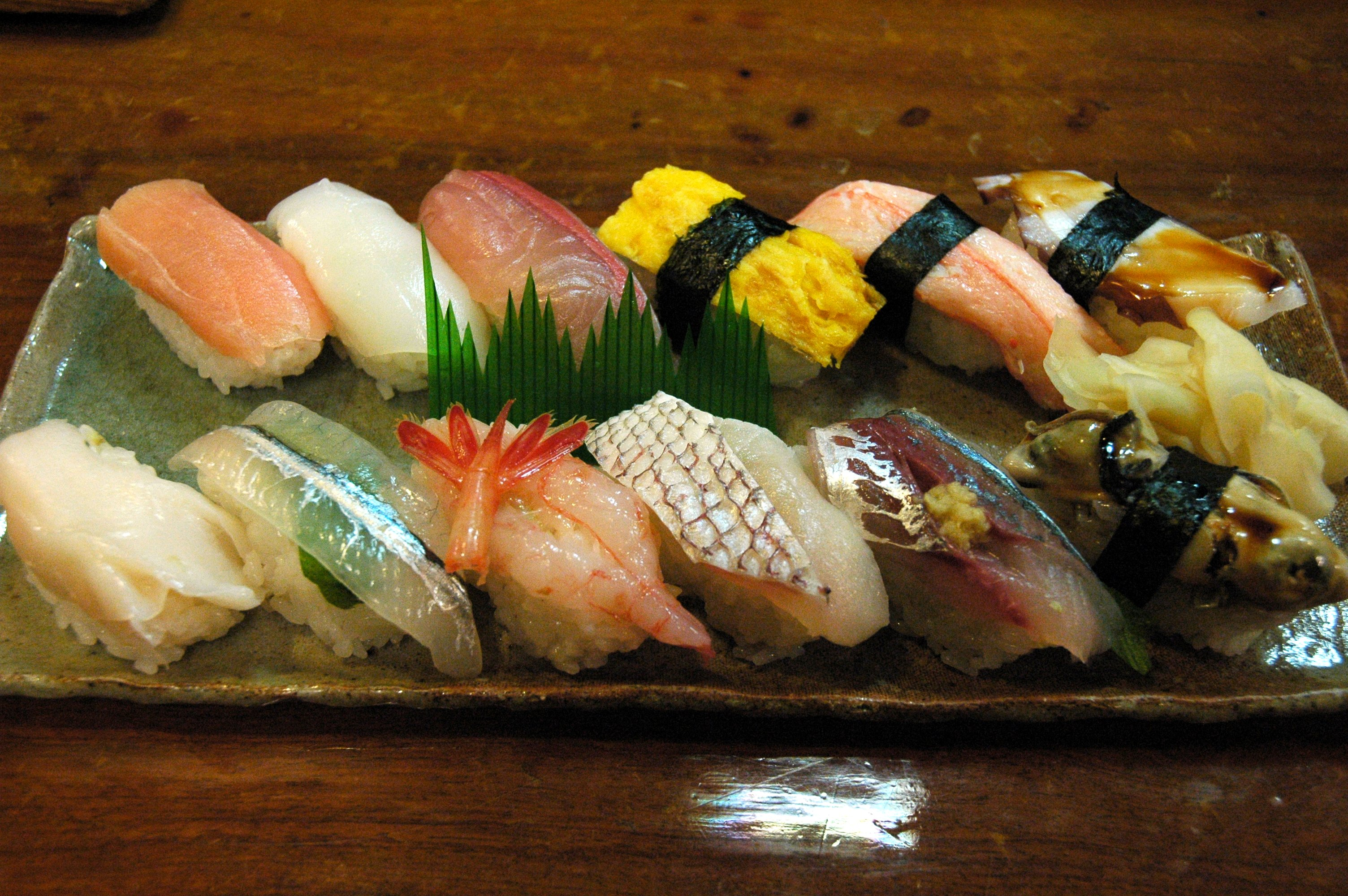
Tamagoyaki jako element sushi
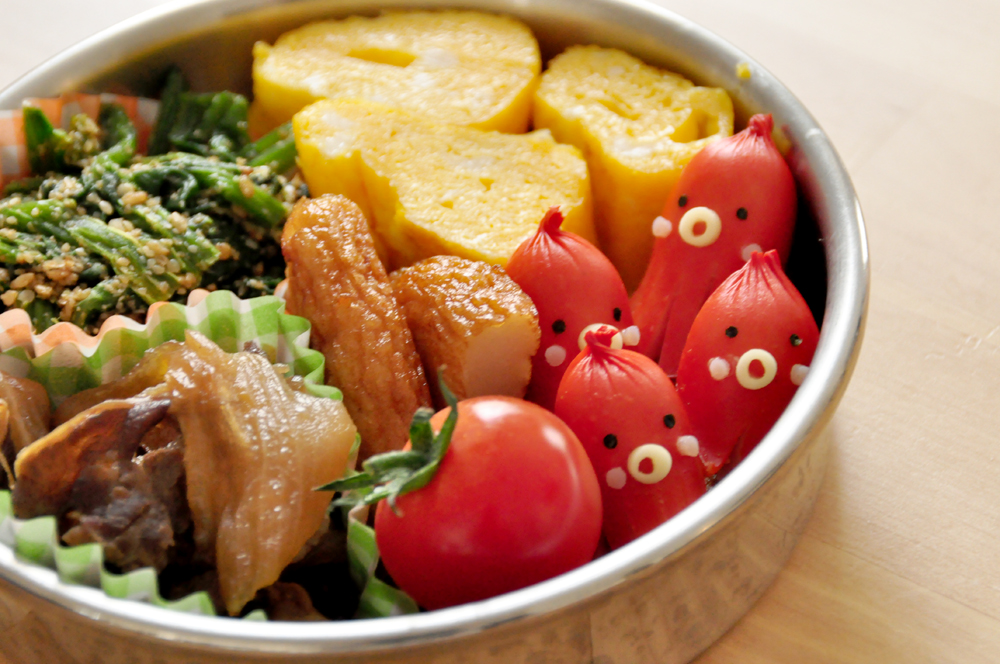
Bentō z tamagoyaki